# Distretto di Mewat
Il distretto di Mewat è un distretto dell'Haryana, in India, di 993 617 abitanti. È situato nella divisione di Gurgaon e il suo capoluogo è Nuh.
Il distretto è stato costituito il 4 aprile 2005 separando dai distretti di Gurgaon e Faridabad i sei blocchi di sviluppo di Firozpur Zhirka, Hathin, Nagina, Nuh, Punhana e Tauru.